# Церква Всіх Націй

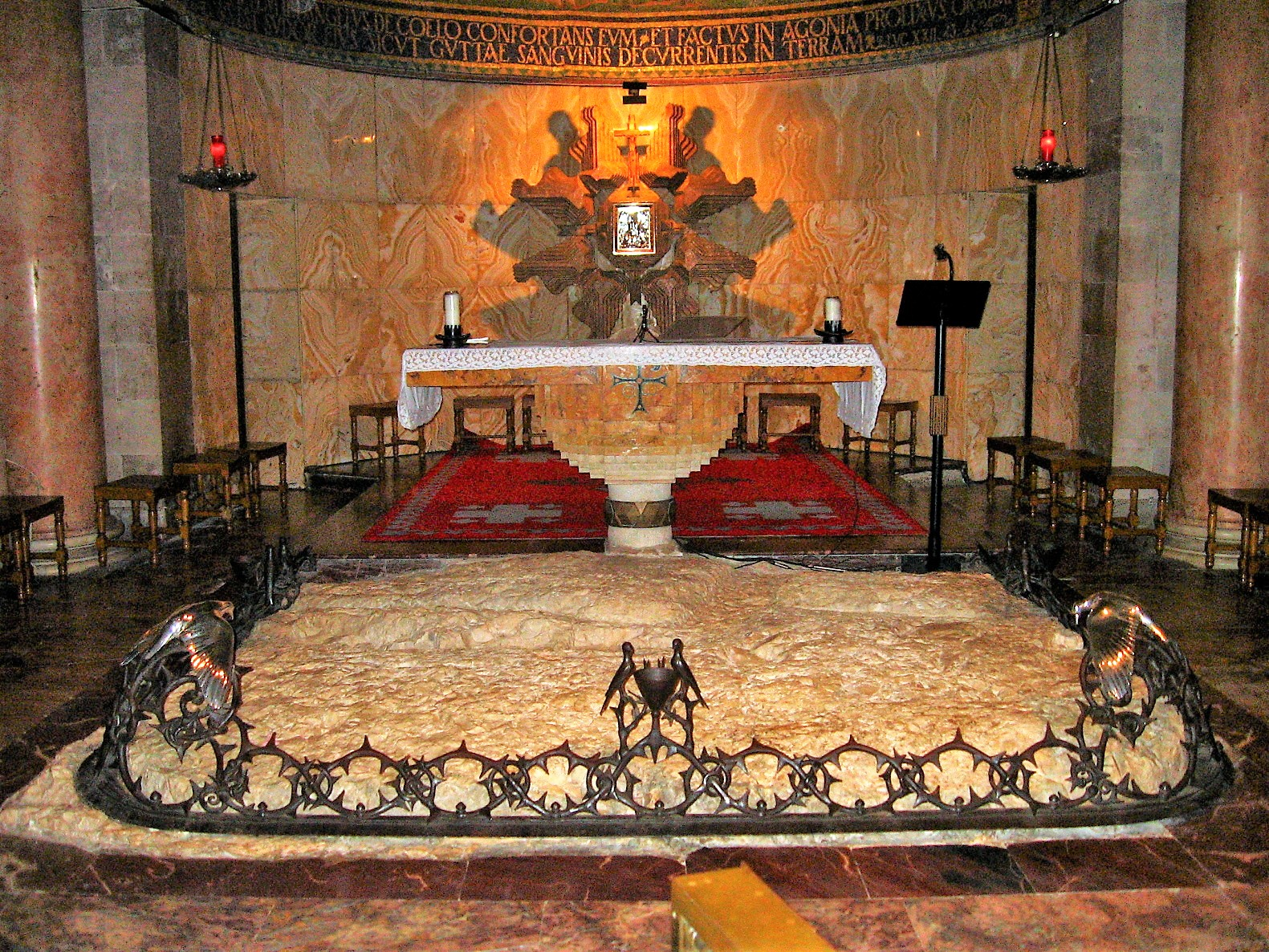
На цій скелі Ісус Христос здійснив Моління про чашу. За скелею розташований вівтар храму

Церква всіх націй або Базиліка Агонії Господньої (лат. Basilica Agoniae Domini) — францисканський храм в Гефсиманському саду, побудований на тій скелі, де за переказом Ісус Христос молився про чашу (Мр. 14:32-42) в останню ніч перед своїм арештом. Особливим це місце є також описом страстей Господніх євангелістом Лукою:

Церква споруджена у 1919 — 1924 роках на місці більш ранніх церков за проєктом італійського архітектора Антоніо Барлуцці на гроші католиків з багатьох країн Європи, а також з Канади, звідки і отримала свою назву. Герби країн, що брали участь у будові церкви, зображені під її куполом. Розташована біля підніжжя Оливної гори в Східному Єрусалимі. Трьохнавова базиліка побудована у класичній формі, але без домінуючого купола. Проте дах її  увінчують дванадцять малих куполів, які утримуються 6 червоно-коричневими колонами. Вівтар церкви розташований безпосередньо перед каменем на якому молився Ісус Христос, увінчаним металевою решіткою у вигляді тернового вінка.

## Історія
Сучасна церква розташована на фундаменті каплиці, спорудженої хрестоносцями у XII столітті і яку було споруджено на фундаменті старішої візантійської базиліки IV століття, зруйнованої землетрусом у 746 р. У 1920 році, під час спорудження фундаменту нової церкви, на глибині 2 метрів під фундаментом середньовічної каплиці була виявлена колона, а також фрагменти давньої мозаїки. Після цього відкриття, фундамент був видалений і почалися розкопки візантійської базиліки. Після закінчення розкопок в плани споруди нової церкви були внесені деякі зміни і спорудження було завершено у червні 1924 року освяченням нової церкви.

## Галерея

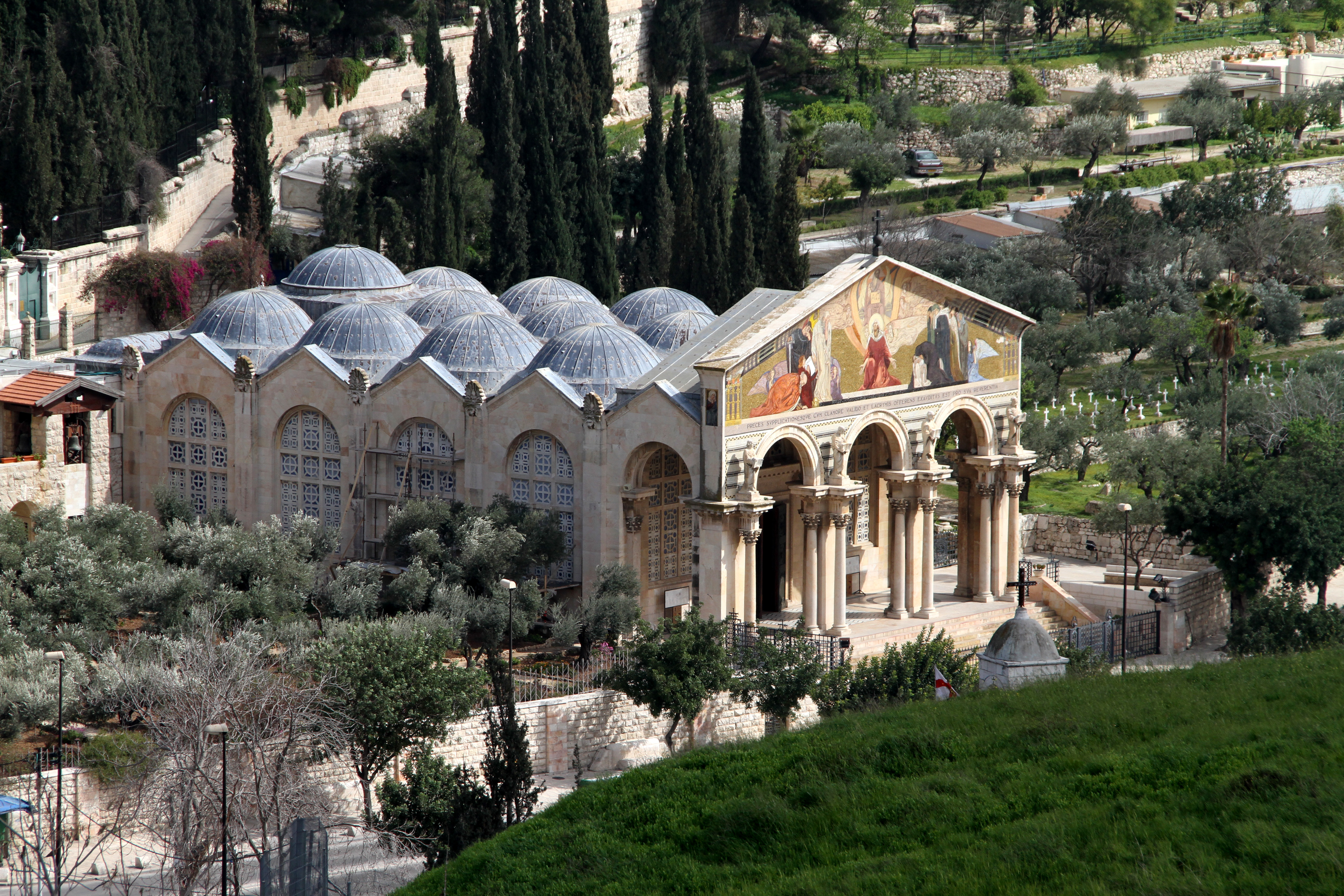
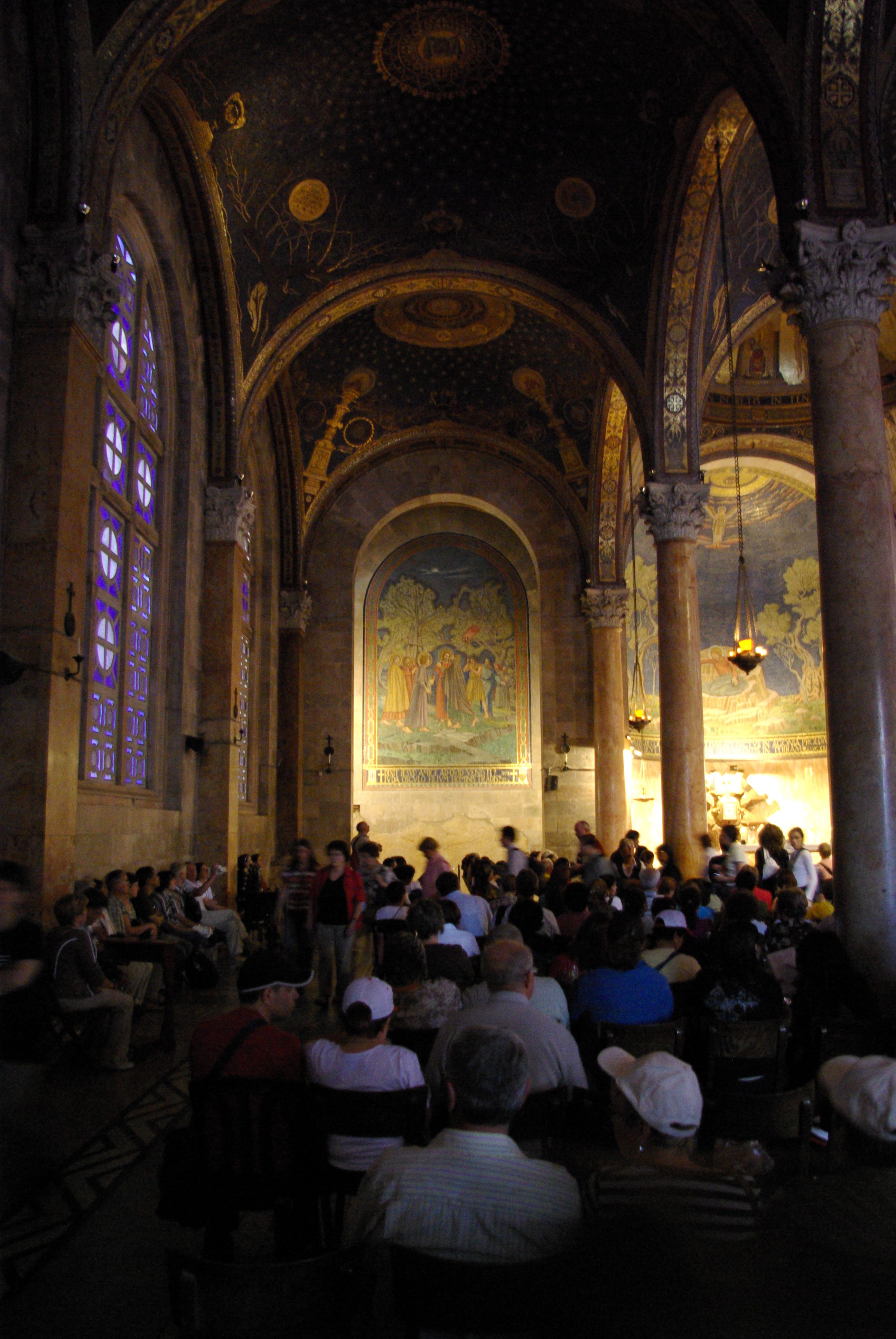
Ліва нава
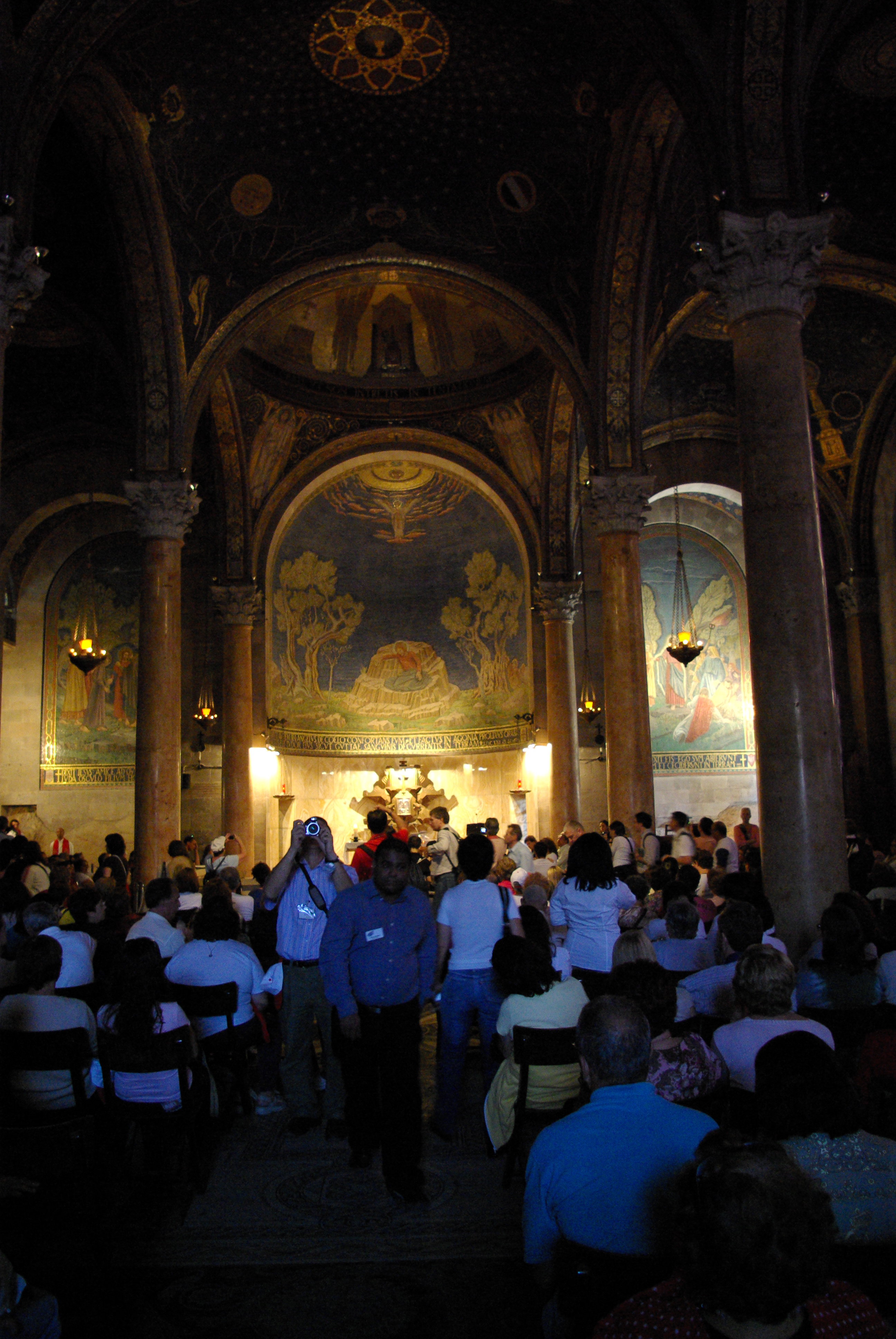
Головна нава
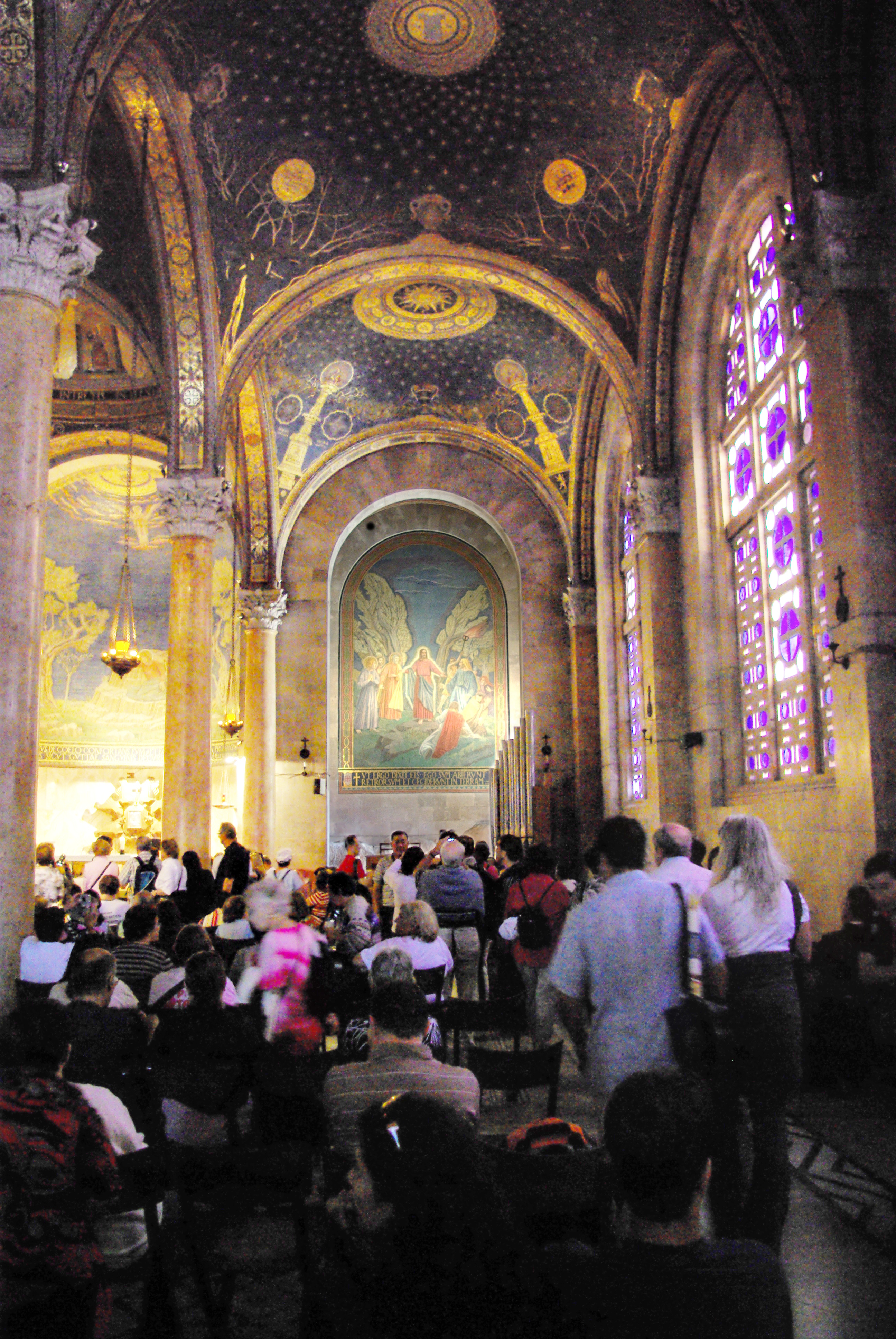
Права нава
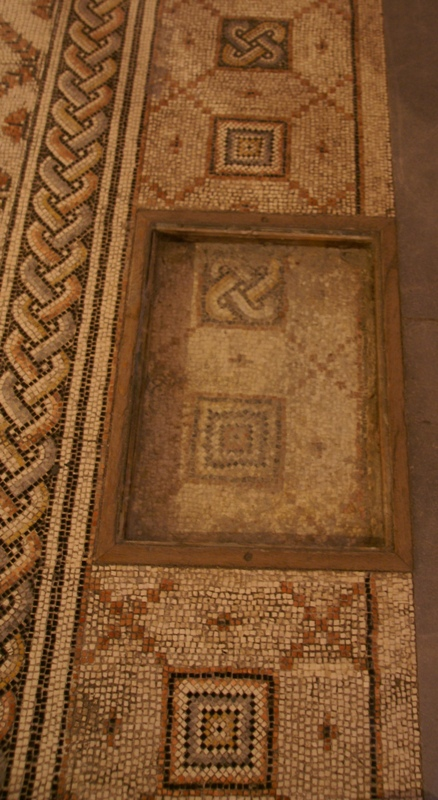
Частини давньої мозаїки
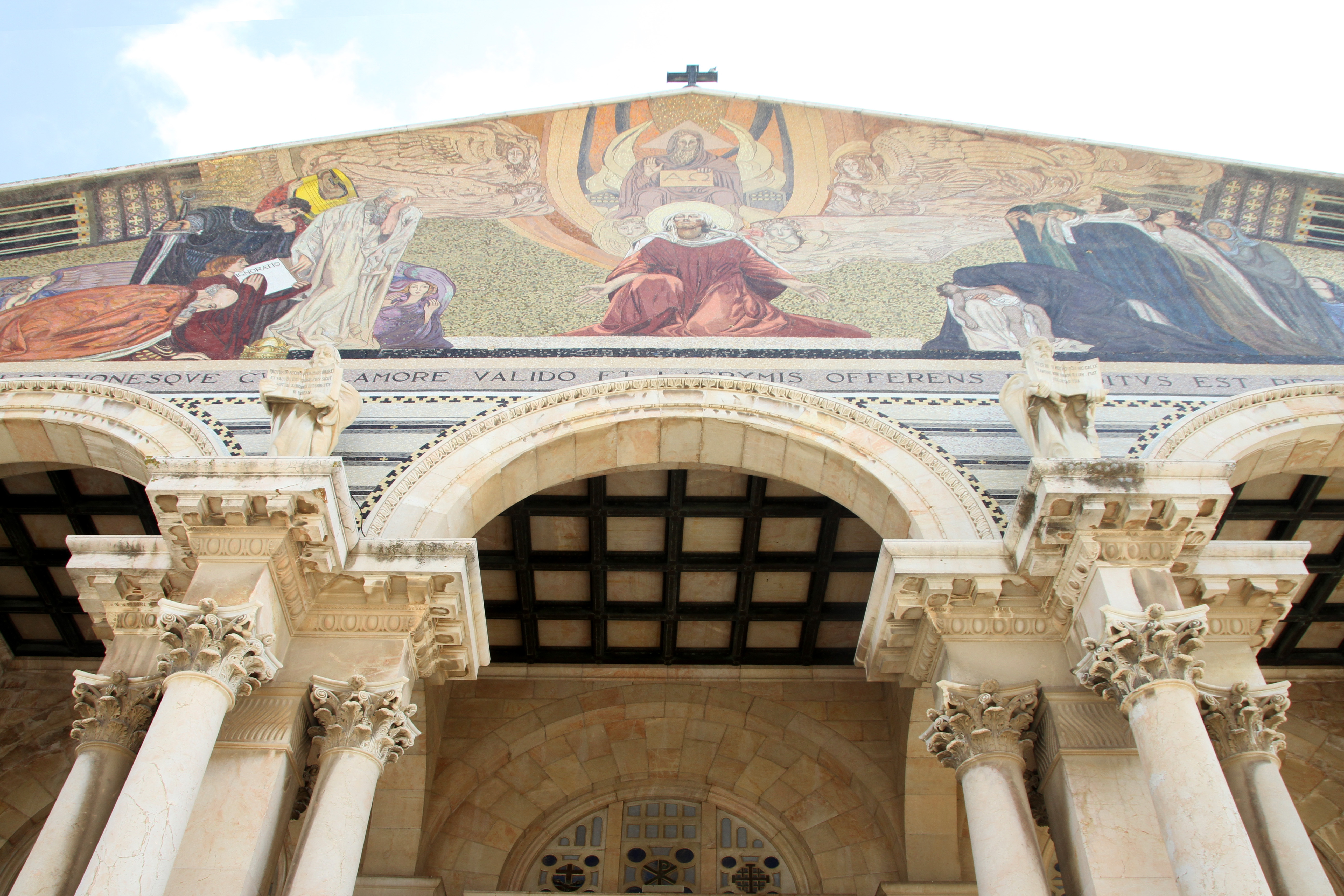